# دنيس ألين (مهرب مخدرات)
دنيس ألين (بالإنجليزية: Dennis Allen)‏ هو مهرب مخدرات أسترالي، ولد في 7 نوفمبر 1951 في Carlton, Victoria ‏ في أستراليا، وتوفي في 13 أبريل 1987 في ملبورن في أستراليا بسبب مرض قلبي وعائي.